# Красный пролетарий (футбольный клуб)
«Красный пролетарий» — советский футбольный клуб из Москвы. Основан в 1923 году. В 1938 году после неудачного выступления в Кубке СССР на всесоюзном уровне выступил в 1969 году (в московской зоне класса «Б» первенства СССР). Также упоминается название ЗКП (Завод «Красный пролетарий»).

## Названия
- «Просвещение трудящихся» — 1923—1931.
- Завод «Красный пролетарий» — 1931—1936.
- «Родина» — 1936.
- «Красный пролетарий» — с 1936.

## История
Принимал участие в чемпионате Москвы по футболу. Со временем менялось название спортивных обществ — «Родина», «Салют», «Труд», к которым относился спортивный коллектив станкостроительного завода «Красный Пролетарий», но цель оставалась прежней — развитие спорта, и в первую очередь футбола и хоккея, в районе. В первые послевоенные годы здесь начали играть олимпийские чемпионы Мельбурна Анатолий Исаев, Михаил Огоньков, Анатолий Масленкин. В детских командах «Красного Пролетария» получил футбольное образование будущий главный тренер сборной команды России Борис Игнатьев. С командами футбольного клуба работали в те годы Г. Путилин, Г. Дуганов, В. Жмельков, Я. Тарабрин.

## Достижения
- В чемпионате СССР — 14-е место в зональном турнире класса «Б» (1969)
- В кубке СССР — поражение в 1/256 финала (1938).
- В чемпионате Москвы — 4-е место (1929 осень, 1931, 1934 весна)

## Известные тренеры
- Дуганов, Григорий Иванович
- Жмельков, Владислав Николаевич
- Путилин, Гавриил Григорьевич

## Известные игроки
- Пчеликов, Павел Никитович
- Шевернёв, Борис Николаевич